# Juice Wrld
Juice Wrld, stylisé Juice WRLD, de son vrai nom Jarad Anthony Higgins, né le 2 décembre 1998 à Chicago (Illinois) et mort le 8 décembre 2019 à Oak Lawn (près de Chicago), est un rappeur, parolier, compositeur et musicien américain.
Le grand public a principalement fait sa connaissance grâce à son single Lucid Dreams (en) sorti en 2017 et de All Girls Are the Same sorti officiellement en 2018. Les albums Legends Never Die, Fighting Demons (en) et  The Party Never Ends (en)  sortent après sa mort.

## Biographie

### Enfance et adolescence
Jarad Anthony Higgins, est né le 2 décembre 1998 à Chicago et a grandi à Calumet Park, une banlieue de la ville. Il a ensuite déménagé à Homewood, et a fréquenté Homewood-Flossmoor High School (en). Les parents de Jarad Higgins ont divorcé quand il était jeune et son père a quitté sa mère qui l'a élevé comme une mère célibataire à côté d'un frère plus âgé.
La mère de Jarad Higgins était une chrétienne conservatrice et a empêché Jarad Higgins d'écouter de la musique rap, bien que ses cousins l'aient laissé écouter des artistes comme Gucci Mane, Birdman, et Lil Wayne. Il a d'abord appris le piano, suivi de la guitare et de la batterie. Jarad Higgins a commencé à envisager sérieusement de faire du rap dans sa deuxième année de lycée.

### Débuts et confirmation
En 2015, Juice The Kidd (se nommant ainsi à cette époque) sort son premier morceau intitulée Forever sur la plateforme SoundCloud. En 2017, il sort sa première mixtape 9 9 9 EP (et choisit le nom Juice WRLD) d'où le morceau Lucid Dreams sera extrait. Jarad Higgins commence petit à petit à devenir populaire.
Le 25 février 2018, il sort le clip vidéo de All Girls Are the Same. Le 10 mai 2018, il sort le clip vidéo de Lucid Dreams. Il assiste à des tournées comme la tournée du Rolling Loud.
Il sort son premier album Goodbye & Good Riddance (en) le 23 mai 2018 d'où les morceaux All Girls Are The Same et Wasted (en) sont extraits. Le 9 novembre 2018, il sort le clip vidéo de Armed and Dangerous (en). La même année, il sort une mixtape en collaboration avec Future qui s'intitule Wrld on Drugs (en). C'est aussi en 2018 que débute sa relation avec l'influenceuse et mannequin Ally Lotti, qui durera jusqu'à son décès.
Le 8 mars 2019, il sort son second album studio, Death Race for Love (en). Il entame également sa tournée européenne avec la chanteuse Nicki Minaj The Nicki Wrld Tour. Le 11 juin 2021, Juice WRLD apparaît sur le nouvel album de Maroon 5 JORDI. Il chante une partie du morceau Can’t leave you alone qui avait été enregistré en 2019, tout juste avant la mort du rappeur.

### Mort
Le 8 décembre 2019, Juice WRLD arrive à l'aéroport international Midway de Chicago après avoir utilisé un jet privé dans lequel il a embarqué en Californie. Les autorités attendaient sa venue pour fouiller ses bagages à la recherche de drogues et d'armes. Durant la fouille, il est pris de convulsions et est victime d'un malaise à cause des stupéfiants qu'il avait consommés, en raison de son addiction aux drogues, qui avait dépassé le point de non-retour. Un agent du FBI lui administre en urgence de la naloxone, suspectant une overdose d'opiacés. S'il reprend conscience après l'administration, il finit par être déclaré mort dans la nuit dans un hôpital de Chicago,,. Les autorités rapportent avoir trouvé « une quarantaine de sachets de cannabis, six bouteilles de sirop pour la toux à base de codéine […] ainsi que plusieurs armes de poing et munitions ». Les funérailles se tiennent le 13 décembre 2019 dans une église à Harvey dans l'Illinois. Le 8 décembre 2019, les médias annoncent que Juice WRLD est mort d’une overdose d’opiacés (en).
Lors d'une session studio avec Future pour travailler sur leur mixtape commune WRLD On Drugs, il avait avoué que c'était Future et son projet Dirty Sprite 2 qui lui avaient donné envie d'essayer la lean.
De nombreux hommages lui sont adressés (DJ Snake, Drake, Travis Scott...). Polo G lui adressera ces trois derniers mots "RIP to Juice" dans le morceau 21 pour rendre un ultime hommage à son défunt ami. Trippie Redd annoncera, après sa mort, ne plus consommer de drogues dures.

### Albums posthumes
Juice Wrld apparaît après sa mort sur le morceau Godzilla sur l'album Music to Be Murdered By d'Eminem début 2020[source secondaire souhaitée].
Le 10 juillet 2020 sort Legends Never Die, un album posthume. Le projet est composé de vingt-et-un morceaux pour une durée totale de 55 minutes d'écoute. Cet album Legends Never Die se place en tête du Billboard 200 et le fait entrer dans l'histoire aux côtés de Elvis Presley et Michael Jackson.
Le 10 décembre 2021 sort Fighting Demons, un deuxième album posthume. Le projet est composé de dix-huit morceaux dont Feline avec Trippie Redd ainsi que Polo G, ou encore Wandered To LA en feat avec Justin Bieber, ainsi que des pistes audio où l'on peut entendre Jarad ainsi qu'Eminem parler, pour une durée totale de 56 minutes d'écoute. Une version Deluxe de l'album est aussi disponible, comportant les mêmes titres que l'album de base, mais rajoutant les singles Rich and Blind et Legends'.
Le documentaire Juice WRLD : Into The Abyss, réalisé par Tommy Oliver, est sorti le 16 décembre 2021 sur les plateformes HBO et HBO Max aux Etats-Unis, il n'est pas encore disponible en France.
Juice avait, avec son ami Ski Mask The Slump God, annoncé un projet commun nommé Evil Twins, n'étant toujours pas sorti à ce jour.
Le 19 mai 2023,  Goodbye & Good Riddance (5 Year Anniversary Edition) sort pour le cinquième anniversaire du premier album studio de Juice WRLD Goodbye & Good Riddance]. L'album contient les dix-sept morceaux de l'album original ainsi que deux nouveaux titres : No Good et Glo'd Up.
Le 9 septembre 2024 sort The Pre-Party, un single composé des chansons World Tour (Aquafina) et Lightyears (avec Young Thug). Le même jour un décompte est lancé sur le site pour la sortie de son prochain album The Party Never Ends le 22 novembre 2024[source secondaire souhaitée].

## Discographie

### Albums studio
- 2018 : Goodbye & Good Riddance
- 2019 : Death Race for Love

### Albums posthume
- 2020 : Legends Never Die
- 2021 : Fighting Demons
- 2023 : Goodbye & Good Riddance (5 Year Anniversary Edition)
- 2024 : The Party Never Ends (en)

### Mixtapes
- 2017 : 9 9 9 EP
- 2018 : Wrld on Drugs (avec Future)

### Singles
- 2018 : All Girls Are the Same
- 2018 : Roses (feat. Benny Blanco)
- 2018 : Lucid Dreams
- 2018 : Lean Wit Me
- 2018 : Legends
- 2018 : Rich and Blind
- 2018 : Wasted (feat. Lil Uzi Vert)
- 2018 : Fine China (feat. Future)
- 2018 : Armed and Dangerous
- 2018 : MoshPit (feat. Kodak Black)
- 2018 : Without Me (feat. Halsey)
- 2018 : Hide (feat. Seezyn)
- 2019 : Robbery
- 2019 : Hear Me Calling
- 2019 : All Night (feat. BTS)
- 2019 : Bandit (feat. NBA YoungBoy)
- 2020 : Righteous
- 2020 : Real Shit (feat. Benny Blanco)
- 2020 : Reminds me of you (feat. The Kid Laroi)
- 2020 : Smile (feat. The Weeknd)
- 2020: GO (feat. The Kid Laroi)
- 2020 : Conversations
- 2020 : Wishing Well
- 2021 : Bad Boy (feat. Young Thug)
- 2021 : Life’s a Mess II (feat. Clever & Post Malone)
- 2021 : 734
- 2021 : Lucid Dreams (remix feat. Lil Uzi Vert)
- 2021 : Already Dead
- 2021 : Wandered To LA feat. Justin Bieber
- 2021 : Girl Of My Dreams feat. Suga of BTS
- 2022 : Go Hard 2.0
- 2022 : Cigarettes
- 2023 : Lace It (feat  Eminem & Benny Blanco)

- 2022 : Sometimes
- 2022 : Bye Bye (feat. Marshmello)
- 2022 : In my Head
- 2022 : Face 2 Face
- 2023 : The Light
- 2023 : Doomsday (avec Cordae & Lyrical Lemonade)
- 2023 : Lace it  (avec Eminem)
- 2024 : Lightyears (feat. Young Thug)
- 2024 : World Tour (Aquafina)
- 2024 : Both Ways
- 2024 : Cavalier
- 2024 : AGATS2 (Insecure) (feat. Nicki Minaj)
- 2024 : Empty out your Pockets